# Posterunek osłonny
Posterunek osłonny – posterunek ruchu urządzony na szlaku w celu osłony miejsca skrzyżowania w jednym poziomie dwóch linii kolejowych, linii kolejowej z linią tramwajową, splotu torów, mostu zwodzonego lub obrotowego.
Posterunek osłonny może być urządzony przy przejściu ze szlaku z dwutorowego w jednotorowy lub z jednotorowego w dwutorowy, o ile nie zachodzi potrzeba urządzania tam posterunku odgałęźnego lub odstępowego. Posterunek osłonny nie bierze udziału w zapowiadaniu ruchu pociągów.